# フランソワ・プルフール・デュ・プチ
フランソワ・プルフール・デュ・プチ（François Pourfour du Petit、1664年6月24日 - 1741年6月18日）はパリ出身の解剖学者、眼科医、外科医である。モンペリエ大学で医学を学び、その後パリの慈善病院で外科学を学んだ。この時期、ギシャール・ジョゼフ・デュヴェルネ（1648年-1730年）から解剖学も、ジョゼフ・ピトン・ド＝トゥルヌフォール（1656年-1708年）から植物学も学んだ。1693年から1713年にかけてルイ14世軍の軍医を務め、ユトレヒト条約（1713年）後は目の専門家としてパリに戻った。1722年から1741年まで科学アカデミー会員であった。
プチは交感神経系の生理学的調査同様に目の解剖学的研究で記憶されている。軍医としてプチは兵士の頭部の受傷と解剖学における方向の表現作用に相関関係があると述べ、Lettres d’un medecin des hopitaux du roi a un autre medecin de ses amisという1710年の論文に記した。脊髄の構造に関する調査のパイオニアであり、錐体交差の早くて正確な描写をしている。後にホルネル症候群として知られることになる症状を初めて医学的に描写もしている。
- 関連する名前の元
  - プチの導管：spatia zonularia（目の水晶体の赤道上にあるciliary zonuleの管の間のリンパが満たされた空間）としても知られる
  - プチの洞：大動脈洞（それぞれの心臓弁と大動脈の壁の間の空間）としても知られる